# مهمة مستحيلة 3
مهمة مستحيلة 3 (بالإنجليزية: Mission: Impossible III)‏ هو فيلم أمريكي انتج عام 2006 من بطولة توم كروز وإخراج جاي جاي أبرامز وهو الجزء الثالث من سلسلة أفلام مهمة مستحيلة تدور احداثه في الفاتيكان والولايات المتحدة حيث يلاحق إيثان هانت (توم كروز)  أوين دافيان ويحاول دافيان خلاله باختطاف جوليا خطيبة إيثان هانت الذي يحاول تحريرها قبل أن يقتلها.

## القصة
- بعدما استقال العميل السري إيثان هانت لينعم بحياة هادئة مع حبيبته جوليا، ويبدآن في التخطيط لزواجهما، يعود مدير عمليات فريق المهام المستحيلة للاتصال به ويدعوه لتنفيذ مهمة جديدة هي إنقاذ العميلة ليندساي المحتجزة في برلين والتي دربها من قبل على أداء مهام العمل، بعدما وقعت في قبضة إحدى العصابات. يضطر إيثان لقبول المهمة مع ثلاثة من أعضاء الفريق؛ ويتمكن من إنقاذ ليندساي؛ ولكنها تلقى حتفها بسبب القنبلة التي زرعها لها المجرم دافيان داخل رأسها.
- يتم الحصول خلال العملية في برلين على جهازي حاسوب محمول، ويعاتب مدير ايثان على فشل العملية، ويستطيع أحد الخبراء في imf من تحليل القرص الصلب لجهاز الحاسوب المحمول ويستخرج منه معلومات تفيد بوجود دافيان في الفاتيكان للحصول على معلومات حول سلاح معين اسمه الرمزي قدم الارنب (ruppet foot) ويقرر الذهاب إلى الفاتيكان للقبض على دافيان والحصول على قدم الارنب دون ان يُخبر مديره
- في الفاتيكان يدخلون إلى الداخل اسواره العاليه بطرق مختلفة
- للولايات المتحدة، يقوم دافيان خلاله باختطاف جوليا خطيبة إيثان الذي يحاول تحريرها قبل ان يقوم دافيان بقتلها.
- في الصين
- اعتقال ايثان واستجوابه

## طاقم التمثيل
- توم كروز بدور إيثان هانت: عميل في قوة المهمات المستحيلة (IMF).
- فينغ راميز بدور لوثر ستيكل: هاكر كمبيوتر وعميل في IMF وأقرب حليف لإيثان.
- فيليب سيمور هوفمان بدور أوين دافيان: تاجر أسلحة يسعى للحصول على "قدم الأرنب".
- ميشيل موناغان بدور جوليا ميد: خطيبة إيثان وممرضة.
- ماجي كيو بدور تشين لي: عميلة في IMF تساعد إيثان في الفاتيكان وشنغهاي.
- جوناثان ريس مايرز بدور ديكلان غورملي: عميل في IMF يساعد إيثان في الفاتيكان وشنغهاي.
- بيلي كرودب بدور جون موسجريف: مدير العمليات في IMF الذي يجند إيثان للعثور على فاريس.
- كيري راسل بدور ليندسي فاريس: عميلة في IMF أسيرة في برلين.
- سيمون بيج بدور بنيامين "بنجي" دان: عميل وفني في IMF.
- لورانس فيشبورن بدور ثيودور براسيل: مدير IMF الذي يجند إيثان للعثور على دافيان.
- بهار سومخ بدور مترجمة دافيان ورئيسة الأمن.
- جيف تشيس بدور حارس دافيان الشخصي.
- مايكل بيري جونيور بدور خاطف جوليا.
- إيدي مارسان بدور براونوِي.
- بيلامي يونغ بدور رايتشل: شقيقة جوليا الحامل في شهرها السادس.
- كارلا غالو بدور بيث.
- غريغ غرونبرغ بدور كيفن.
- روز رولينز بدور إيلي.
- ساشا ألكسندر بدور ميليسا.
- آرون بول بدور ريك ميد.
- بروس فرينش بدور الوزير.

## روابط خارجية
- مهمة مستحيلة 3 على موقع IMDb (الإنجليزية)
- مهمة مستحيلة 3 على موقع ميتاكريتيك (الإنجليزية)
- مهمة مستحيلة 3 على موقع الموسوعة البريطانية (الإنجليزية)
- مهمة مستحيلة 3 على موقع روتن توميتوز (الإنجليزية)
- مهمة مستحيلة 3 على موقع نتفليكس (الإنجليزية)
- مهمة مستحيلة 3 على موقع قاعدة بيانات الأفلام العربية
- مهمة مستحيلة 3 على موقع ألو سيني (الفرنسية)
- مهمة مستحيلة 3 على موقع Turner Classic Movies (الإنجليزية)
- مهمة مستحيلة 3 على موقع أول موفي (الإنجليزية)
- مهمة مستحيلة 3 على موقع بوكس أوفيس موجو (الإنجليزية)